# Шагаев, Фатхи Исламович
Фатхи Исламович Шагаев (3 июня 1923, Ахмерово, Башкирская АССР — 30 декабря 1996, Сатка, Челябинская область) — передовик советской чёрной металлургии, обжигальщик Саткинского завода «Магнезит» Министерства чёрной металлургии СССР, Челябинская область, Герой Социалистического Труда (1966).

## Биография
Родился в 1923 году в селе Ахмерово (ныне — Ишимбайского района Башкортостана) в крестьянской семье. По национальности — башкир.
В 1940 году трудоустроился на комбинат "Магнезит" в городе Сатка Челябинской области. Сначала работал завальщиком, затем откатчиком шахтного цеха. Предприятие было ведущим в СССР по выпуску огнеупоров.
В 1941 году мобилизован в Красную Армию. Участник Великой Отечественной войны. Воевал стрелком 1 Гвардейской стрелковой дивизии  3 Белорусского фронта, в апреле 1944 был тяжело ранен. Впоследствии демобилизован.
Вернулся работать на комбинат. Работал обжигальщиком на шахтных печах, затем стал мастером производственного цеха, с 1971 по 1979 начальник смены ЦМП-1. Принимал участие в рационализаторской работе. Активный наставник молодёжи.
Указом Президиума Верховного Совета СССР от 22 марта 1966 года за достижение высоких показателей и выдающиеся заслуги в чёрной металлургии Фатхи Исламовичу Шагаеву было присвоено звание Героя Социалистического Труда с вручением ордена Ленина и медали «Серп и Молот».
Член КПСС. Являлся депутатом Саткинского городского Совета народных депутатов. Был членом партийного и профсоюзного комитетов завода.
Проживал в городе Сатка. Умер 30 декабря 1996 года. Похоронен на городском кладбище.

## Награды
- Герой Социалистического Труда (орден Ленина и медаль «Серп и Молот»; 22.3.1966)
- Орден Отечественной войны II степени (11.3.1985)
- медали
- Почётный металлург Министерства цветной металлургии.